# Jorge Luis
Jorge Luis es una localidad caboverdiana del municipio de Porto Novo.

## Geografía
La localidad está situada en la isla de Santo Antão.

## Organización territorial
La localidad abarca los lugares y barrios de:
- Cavouco
- Cavouco de Água
- Chã de Beatriz
- Chã de Estevão
- Chã de Jacinta
- Couvada
- Lombo Tanquim
- Lombo Touro
- Lombo Velho
- Miguel Pires
- Pau Bonito
- Selada
- Seladinha